# IC 4756
IC 4756 è un brillante ammasso aperto situato nella costellazione del Serpente; nonostante la sua luminosità, è poco noto presso gli appassionati di astronomia.

## Osservazione

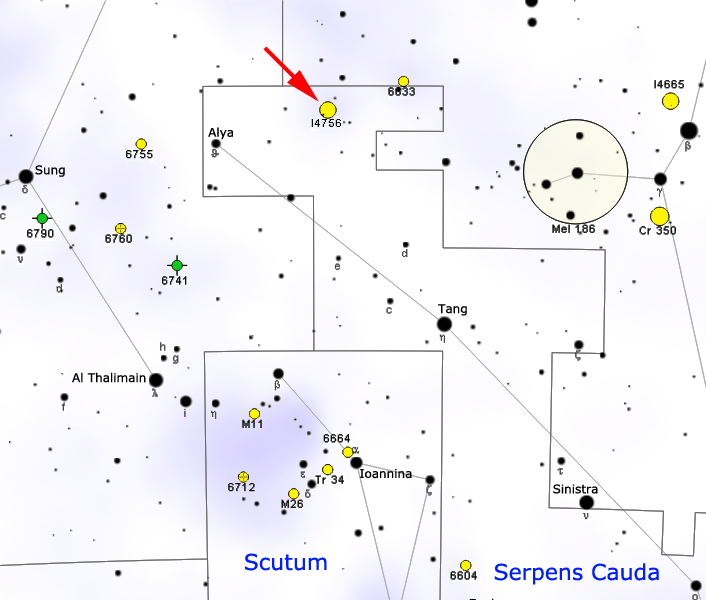
Mappa per individuare IC 4756.

La sua posizione si individua con un po' di difficoltà per il fatto che non vi sono stelle luminose nei dintorni da cui partire per reperirlo con facilità; la sua magnitudine complessiva tuttavia lo rende visibile anche ad occhio nudo nelle notti senza Luna come una debole macchia diffusa appena più brillante dello sperone della Via Lattea in cui si trova, al confine fra Serpente, Aquila e Ofiuco. Appare al binocolo come un oggetto chiaro di forma allungata su cui spiccano alcune stelle di magnitudine 8 e 9, parzialmente risolvibili. La vista migliore si ottiene già con telescopi di piccole dimensioni, con aperture di 100mm e ingrandimenti molto bassi, che permettono di risolverlo completamente in alcune decine di stelle.
Quest'ammasso può essere osservato da entrambi gli emisferi terrestri e da tutte le aree popolate della Terra, grazie alla sua declinazione bassa e prossima all'equatore celeste; a parità di latitudine, gli osservatori dell'emisfero nord sono tuttavia leggermente più avvantaggiati di quelli dell'emisfero sud. Il periodo migliore per la sua osservazione nel cielo serale è quello compreso fra giugno e novembre.

## Storia delle osservazioni
IC 4756 venne riconosciuto come un oggetto effettivo solo nei primissimi anni del XX secolo, quando Solon Irving Bailey lo notò nelle lastre della stazione Arequipa in Perù; nonostante la sua luminosità, la sua scoperta avvenne tardivamente a causa delle sue dimensioni apparenti piuttosto estese, oltre che per il fatto di trovarsi in corrispondenza di una sezione isolata della Via Lattea, che lo rende difficile da staccare rispetto alle stelle di fondo. Tuttavia, vi è un'annotazione di Philippe Loys de Chéseaux, vissuto nella metà del Settecento, che cita il vicino NGC 6633 come "un po' separato dal resto verso ovest", forse alludendo alle stelle di IC 4756. Venne poi scoperto indipendentemente da Kasimir Graff nel 1922; intanto l'ammasso era già stato inserito nel secondo Index Catalogue, edito nel 1907.

## Caratteristiche
IC 4756 è un ammasso di grandi dimensioni situato alla distanza di 484 parsec (1580 anni luce), sul bordo interno del Braccio di Orione in prossimità dei grandi banchi di nebulose oscure che costituiscono la Fenditura dell'Aquila. Le sue stelle più luminose sono di magnitudine 8 e possiedono un colore giallo-arancione, mentre fino alla dodicesima magnitudine si contano oltre un centinaio di componenti.
Con un'età stimata a seconda degli studi fra i 500 e gli 800 milioni di anni, IC 4756 risulta essere un ammasso piuttosto vecchio; molti studi si sono concentrati in particolare sulla metallicità delle sue componenti e in particolare su quelle in uno stadio avanzato, come le giganti rosse presenti, che si è rivelata analoga a quella di altri ammassi aperti situati alla stessa distanza dal centro della Via Lattea.